# Plitvice
Plitvice는 대한민국 및 일본에서 활동하는 가수 윤하의 전국투어이다. 2013년 6월 21일 서울 공연을 시작으로 서울 3회, 부산 1회 등 총 4회의 공연을 가졌다. 서울에서는 총 예매율 98%를 달성하였고, 부산에서는 예매율 94%를 달성하였다. 콘서트 게스트로는 홍대광, 김보경이 초대되었다. 이 투어에서 일본 2집 ひとつ空の下의 수록곡 風을 한글 가사로 번안하여 불렀다.

## 공연 일자
| 날짜            | 도시 | 장소                  |
| --------------- | ---- | --------------------- |
| 2013년 6월 21일 | 서울 | 블루스퀘어 삼성카드홀 |
| 2013년 6월 22일 | 서울 | 블루스퀘어 삼성카드홀 |
| 2013년 6월 23일 | 서울 | 블루스퀘어 삼성카드홀 |
| 2013년 6월 29일 | 부산 | KBS 부산홀            |

## 셋리스트

### 1부
1. Just Listen
2. Fireworks
3. One Fine Day(Acoustic Ver.)
4. 봄은 있었다
5. 아니야
6. 우리가 헤어진 진짜 이유(Acoustic Ver.)
7. 바다아이

### 2부
1. Delete
2. Rock Like Star
3. Break Out
4. Black Rain
5. 소나기
6. 크림소스 파스타
7. People
8. 꼬마 - I cry
9. 멀리서 안부
10. Someday
11. Hero
12. 風(Korean Ver.)
13. Run
14. 텔레파시
15. 비밀번호 486
16. Piano Solo
17. Supersonic

### 앙코르
1. 좋아해
2. Best Friend